# Хемангиобластом
Хемангиобластом мозга је доброћудни (бенигни) тумор централног нервног система непознатог порекла и непознатог хистолошког система,  који сде може јавити спорадично или у комбинацији са неоплазмама унутрашњих органа, што је нпр карактеристично за наследну вонХипел-Линдауову болест. Формира се у доњем делу мозга, кичменој мождини или мрежњаче. Тумор се развија у слузокожи крвног суда и за разлику од злоћудних (канцерозних) тумора, хемангиобластоми не продиру у оближња ткива.
Хемангиобластоми чине око 2% свих примарних тумора мозга и око 3% свих тумора кичме. 
Клинички се у већини случајева манифестује симптомима поремећеног одлива цереброспиналне течности и/или оштећења малог мозга.  .
Ови спорорастући тумори се често могу успешно лечити пре него што се појаве било какве дугорочне компликације.  За хемангиобластоме мале до умерене величине, вишеструке или рекурентне туморе и за пацијенте који нису кандидати за хируршку интервенцију, радиохирургија је сигурна и ефикасна опција за контролу болести и побољшање преживљавања.
Прогноза за спорадичне хемангиобластоме је добра изузев код болесника са вон  Хипел-Линдауовом болешћу који имају лошију прогнозу, јер чак потпуно уклањање лезије не спречава појаву нових тумора ове врсте у другим деловима централног нервног система.  

## Епидемиологија
Хемангиобластоми чине око 2% свих интракранијалних неоплазми и око 10% тумора задње lobawske јаме. Њихов удео међу интрамедуларним туморима кичмене мождине креће се од 2% до 3%. Веома ретко се примећује у пределу конуса и корена кичмене мождине, террминалног филума и периферних нерава. У 25% посматраних случајева, ова патологија је једна од манифестација вон Хипел-Линдауове болести. Како се у неким случајевима пацијенти са овим туморима не подвргавају одговарајућем скринингу за вон Хипел-Линдауову болест удео хемангиобластома повезаних са овом болешћу може бити већи.
Спорадични хемангиобластоми се често јављају код пацијената старости 40–50 година, док се они повезани са вон Хипел-Линдаувом болешћу јављају претежно код пацијената старости 20–30 година. 
Мушкарци оболевају од хемангиобластома чешће од жена са односом 1,3-2 : 1.

## Клиничка слика
Типична старост пацијената са хемангиобластомом који није повезан са Хипел-Линдау болешћу је 40-60 година. Са наследном болешћу, ове неоплазме се појављују у млађој доби - до 35 година. Многобројност процеса указује на наследну природу болести . У већини случајева, хемангиобластоми су спорорастући тумори малог мозга или кичмене мождине  .

### Клиничка слика поремећаја одлива ликвора
Неоплазме у задњој лобањској јами доводе до поремећаја одлива цереброспиналне течности услед компресије цереброспиналне течности канала - четврте коморе . Симптом компресије цереброспиналне течности и поремећаја одлива ликвора са места производње ( бочне коморе ) је присилни положај главе. За неке је то последица рефлексне напетости вратних мишића , за друге је то свесно постављање главе при чему се побољшава одлив ликвора и, сходно томе, смањује се главобоља  .
Главобоља настаје услед повећаног интракранијалног притиска - интракранијалне хипертензије . У почетним фазама, бол је пароксизмалан са мање или више дугим интервалима. Напад главобоље може да се јави без икаквог очигледног разлога, али се чешће јавља након физичког напора, кашља, дефекације, брзе промене положаја тела у простору, као и у одређеним положајима главе (најчешће при забацивању)  .
Повраћање је веома чест симптом болести. Обично се јавља у позадини напада главобоље узрокованог повећаним интракранијалним притиском. Повраћање се такође може јавити као изоловани симптом који је независан од главобоље. У таквим случајевима представља жаришни симптом , јер је последица директне иритације центра за повраћање . Напад може настати када се глава нагло окрене. Комбинација повраћања и систематске вртоглавице указује на оштећење вестибуларних језгара дна четврте коморе  .
Систематска вртоглавица је релативно ређа. Карактеристично је да се вртоглавица и повраћање јављају са оштрим окретањем главе или брзом променом положаја тела - Брунсов синдром . Код једног броја пацијената вртоглавица је први симптом болести  .
Важан, иако неспецифичан, симптом тумора четврте коморе су напади продужене напетости мишића, односно децеребрације ригидности . Изненада, понекад праћена криком, јавља се тонична напетост у мишићима удова, трупа и врата. Рука је стиснута у шаку, подлактице су благо савијене, глава је забачена уназад, леђа су конкавна. Напади не постају клонични . Напад траје 2-3 минута. Нехотично мокрење и гризење језика се обично не примећују  .
Ментални поремећаји (летаргија, раздражљивост, омамљеност итд.) се јављају у узнапредовалим стадијумима болести. Тумор не утиче на центре који су одговорни за психу. Међутим, продужено постојање повећаног интракранијалног притиска може довести до горе наведених симптома  .
Клиничка слика болести, природа и трајање тока углавном се одређују у ком делу четврте коморе се тумор налази и где је усмерен његов раст. Смрт најчешће настаје или услед парализе респираторног центра, услед његове компресије, или услед развоја дислокације мозга  – измештања малог крајника у форамен магнум  

### Клиничка слика церебеларних лезија
Оштећење малог мозга карактерише поремећај статике и координације покрета , као и хипотонија мишића.

#### Оштећење церебеларног вермиса
Оштећење церебеларног вермиса доводи до кршења статике тела - способности одржавања стабилног положаја његовог центра гравитације, која обезбеђује стабилност. Када је ова функција поремећена, долази до статичке атаксије ( од старогрчке речи αταξια  - поремећај). Човек постаје нестабилан, па у стојећем положају тежи да широко рашири ноге и рукама уравнотежи положај тела. Статичка атаксија се посебно јасно манифестује у Ромберговом положају. Од пацијента се тражи да стоји са ногама чврсто спојеним, лагано подигне главу и испружи руке напред. Ако постоје церебеларни поремећаји, пацијент у овом положају постаје нестабилан, његово тело се љуља, може пасти. У случају оштећења малог мозга, пацијент  са патологијом хемисфере малог мозга, се обично љуља с једне на другу страну и чешће пада уназад, и нагиње се углавном ка патолошком фокусу. Ако је статички поремећај умерено изражен, лакше га је идентификовати у такозваном компликованом или сензибилизованом Ромберговом положају. У овом случају, од пацијента се тражи да постави стопала у једну линију тако да прст једне ноге лежи на пети друге. Процена стабилности је иста као у уобичајеном Ромберговом ставу  .
Нормално, када особа стоји, мишићи његових ногу су напети (реакција тла , ако постоји опасност од пада у страну, његова нога на овој страни се помера у истом правцу, а друга нога се одваја од пода (скок реакција ). Када је мали мозак, углавном његов вермис, оштећен, пацијентова подршка и реакције на скок су поремећене. Оштећена реакција ослонца манифестује се нестабилношћу у стојећем положају, посебно ако су му ноге померене близу једна другој. Повреда реакције скока доводи до чињенице да ако лекар, који стоји иза пацијента и осигурава га, гура пацијента у једном или другом правцу, он пада уз благи притисак ( симптом гурања )  .
Ход пацијената са малом патологијом је веома карактеристичан и назива се „церебеларни ход“. Због нестабилности тела, болесник хода несигурно, широко раширивши ноге, притом се „баца” с једне на другу страну, а ако је оштећена хемисфера малог мозга, одступа од задатог правца ка патолошком жаришту. Нестабилност је посебно приметна при скретању. Када хода, торзо особе је претерано исправљен (Томин знак). Ход људи са лезијама малог мозга је у многоме сличан ходу пијане особе.
Ако се покаже да је статичка атаксија изражена, онда пацијенти потпуно губе способност да контролишу своје тело и не могу не само да ходају и стоје, већ чак и да седе  .

#### Оштећење хемисфера малог мозга
Претежно оштећење хемисфере малог мозга доводи до слома њених антиинерцијалних утицаја и, посебно, доводе до појаве динамичке некоординације покрета , смањења мишићног тонуса и појаве асинергије.

##### Поремећај координације покрета
Поремећај координације покрета манифестује се као неспретност у покретима удова, што је посебно изражено при покретима који захтевају прецизност. Да би се идентификовала динамичка атаксија, спроводи се серија координационих тестова који су наведени у табели испод:  .
| Врста теста                                             | Поступак |
| ------------------------------------------------------- | --- |
| Тест за дијадохокинезу                                  | Од пацијента се тражи да затвори очи, испружи руке напред и брзо, ритмично ротира ка споља и према унутра руке. У случају оштећења хемисфере малог мозга, покрети руке на страни патолошког процеса показују се замашнијим, а као резултат тога, ова рука почиње да заостаје. Тест указује и на присуство адијадохокинезе. |
| Тест прст-нос                                           | пацијент са затвореним очима одмиче руку, а затим кажипрстом покушава да удари врх носа. У случају церебеларне патологије, рука на страни патолошког фокуса чини прекомерно кретање, због чега пацијент пропушта. Открива се и интенциони тремор (дрхтање прста), карактеристично за церебеларну патологију, чија се јачина повећава како се прст приближава циљу |
| Тест пета-колено                                        | пацијент, лежећи на леђима са затвореним очима, високо подиже ногу и покушава да петом удари у колено друге ноге. Са церебеларном патологијом, примећују се недостајући трагови, посебно када се врши хомолатерални тест (на истој страни) до погођене хемисфере малог мозга са стопалом. Ако ипак пета дође до колена, онда се предлаже да се помери, лагано додирујући цеваницу, дуж гребена тибије до скочног зглоба. Штавише, у случају церебеларне патологије, пета стално клизи на једну или другу страну |
| Индекс (прст-прст) тест                                 | од пацијента се тражи да кажипрстом удари врх прста испитивача који је уперен у њега. У случају церебеларне патологије, примећује се промашај. У овом случају, пацијентов прст обично одступа према захваћеној хемисфери малог мозга. |
| Тома-Јументи симптом                                    | приликом хватања предмета пацијент несразмерно широко рашири прсте :359 . |
| „Тест чашом“                                            | пацијент који држи чашу воде у руци прска воду. |
| Нистагмус                                               | или трзање очних јабучица када се гледа у страну или нагоре. Са оштећењем малог мозга, нистагмус се сматра резултатом намерног дрхтања очних јабучица. У овом случају, раван нистагмуса се поклапа са равнином вољних покрета очију - када се гледа у страну, нистагмус је хоризонталан, када се гледа нагоре - вертикално . |
| Поремећај говора                                        | настаје као резултат поремећене координације мишића који чине говорно-моторни апарат. Говор постаје спор (брадилалија), његова глаткоћа се губи. Она добија експлозивни, појачки карактер (акценат се не ставља према значењу, већ у правилним интервалима) : 359 . |
| Промене у рукопису                                      | рукопис пацијента постаје неуједначен, слова су изобличена, претерано велика ( мегалографија ) . |
| Стјуарт-Холмсов знак (симптом одсуства обрнутог гурања) | испитивач тражи од пацијента да савије супинирану подлактицу и истовремено се, држећи руку за зглоб, опире овом покрету. Ако испитивач неочекивано пусти пацијентову руку, пацијент неће моћи на време да успори даље савијање шаке, а она ће га, савијајући се по инерцији, снажно ударити у грудни кош :359 . |
| Пронаторски феномен                                     | од пацијента се тражи да држи руке испружене напред, длановима нагоре. У овом случају, на страни захваћене хемисфере малог мозга долази до спонтане пронације (ротација длана ка унутра и надоле) : 359 . |
| Хоф - Шилдеров симптом                                  | ако пацијент држи руке испружене напред, онда се на страни патолошког фокуса рука повлачи напоље. |
| Феномен Доиников (промене постуралних рефлекса )        | од седећег пацијента се тражи да стави руке са раздвојеним прстима на кукове, длановима нагоре и затвори очи. У случају церебеларне патологије уочава се спонтана флексија прстију и пронација шаке на страни патолошког жаришта . |
| Шилдеров тест                                           | од пацијента се тражи да испружи руке напред, затвори очи, подигне једну руку горе и спусти је до нивоа друге руке, а затим уради супротно. Ако је мали мозак оштећен, пацијент ће спустити руку испод испружене . |

##### Мишићна хипотонија
Мишићна хипотонија се открива током пасивних покрета испитивача у различитим зглобовима удова пацијента. Оштећење вермиса малог мозга најчешће доводи до дифузне мишићне хипотоније, док се код оштећења хемисфере малог мозга примећује смањење мишићног тонуса на страни патолошког жаришта  .
Рефлексе налик клатну такође изазива хипотензија. Приликом испитивања рефлекса колена у седећем положају са ногама које слободно висе са кауча после ударца чекићем, примећује се неколико „љуљајућих“ покрета потколенице  .

##### Асинергија
Асинергија  је губитак физиолошких синергијских (пријатељских) покрета током сложених моторичких активности или немогућност истовременог извођења различитих елементарних покрета који чине моторичку активност. У случају мишића, асинергија је недостатак координације између мишића агониста и мишића антагониста. Класичан пример је моторичка некоординација током теста прст-нос.
Најчешћи тестови за утврђивање асинергије су:
- Од пацијента, који стоји са спојеним ногама, тражи се да се савије назад. Нормално, у исто време када је глава забачена уназад, ноге се синергијски савијају у зглобовима колена, што помаже у одржавању стабилности тела. Са церебеларном патологијом, нема коњугалног кретања у зглобовима колена, а приликом забацивања главе уназад, пацијент одмах губи равнотежу и пада у истом правцу.
- Од пацијента, који стоји са спојеним ногама, тражи се да се одмара на длановима лекара, који их затим изненада уклања. Ако пацијент има церебеларну асинергију, он пада напред ( симптом Ожеховског ). Нормално, постоји благо одступање тела уназад или особа остаје непомична.
- Од пацијента, који лежи на леђима на тврдом кревету без јастука са раширеним ногама у ширини рамена, тражи се да прекрсти руке на грудима, а затим седне. Због одсуства коњугалних контракција глутеалних мишића, пацијент са малом патологијом не може да причврсти ноге и карлицу на подручје подршке, не може да седне, док се ноге пацијента, подижући се са кревета, подижу нагоре (асинергије према Бабинском)  .

### Клиничка слика хемангиобластома кичме
Хемангиобластоме у пределу кичменог канала карактеришу клинички симптоми узроковани оштећењем кичмених нерава, беле (проводних путева) и сиве материје кичмене мождине. У зависности од тога које структуре су захваћене, особа може да пати од:
- слабости у удовима,
- спастичности,
- појачаних дубокких рефлекса,
- бола и дисфункције  карличних органа у виду инконтиненције или задржавања мокраће, као и веома јак нагон за мокрење.